# Amos Nourse
Amos Nourse (Bolton, 1794. december 17. – Bath, 1877. április 7.) az Amerikai Egyesült Államok szenátora (Maine, 1857).